# ヨーデル号
ヨーデル号（ヨーデルごう）は、岩手県盛岡市と青森県弘前市を結ぶ昼行高速バス路線である。また、本項では2010年11月30日まで運行されていた、ヨーデル号と接続運転する特急弘前 - 五所川原線についても説明する。

## 概要
1985年3月の東北新幹線上野開業に伴い、弘前と盛岡を結ぶ直通路線として弘南バス、岩手県北自動車（岩手県北バス）、岩手県交通、日本国有鉄道東北地方自動車部（国鉄バス、現・JRバス東北）による4社共同運行として運行を開始した。当初は弘南バスと岩手県北バスが弘南バスターミナル - 大鰐 - 盛岡駅間を、国鉄東北地方自動車部が「バス指定券」方式による弘前駅 - 盛岡駅間を、さらには岩手県交通が秋北バスと共同で盛岡 - 小坂 - 弘前間の路線認可を申請した。しかし、競合路線の併願による過剰供給になるとのことから運輸省東北陸運局（当時、現・国土交通省東北運輸局）より需給調整が指導された。協議の結果、秋北バスの参入と小坂停留所設置は見送り、運行回数も調整され、高速バス新規参入の岩手県交通は1往復のみとされた。この時見送られた秋北バスの参入と小坂停留所新設はあすなろ号新設時に実施されている。
弘前より東北新幹線へのアクセスが格段に向上したことから、続行便も多数運行され、この成功をきっかけに弘南バスが京浜急行電鉄（当時）と共同運行形式で夜行高速バスノクターン号（弘前 - 品川バスターミナル）を運行開始するなど、各社が高速バス路線網を広げる契機となった。
2002年12月1日の東北新幹線八戸開業より同路線の利用客は減少傾向にある。
さらに、2010年12月4日の東北新幹線全線開業に伴う競合が予想されることから、同年12月1日より乗車率の低い早朝・最終の上り便や深夜の下り便など上下4便（2往復）が減便され、さらに同日からヨーデル号から接続運転される特急｢弘前 - 五所川原線｣も廃止された。その後も数度に及ぶ減便が行われ、1日6往復となる。
2024年1月時点では、1日6往復のうち3往復が運休していた。
2024年2月1日にダイヤ改正を実施し岩手県交通が運行から撤退。1日2往復に減便された。

## 運行会社
- 弘南バス
  - 弘前営業所（青森ナンバーまたは弘前ナンバー）
    - 2010年11月30日までは五所川原営業所（青森ナンバー、五所川原発着便のみ）も担当していた。

  - 盛岡側の休憩場所は岩手県北バス盛岡南営業所。
    - 以前はJRバス東北盛岡支店や、盛岡駅西口バス駐車場を使用していた。

  - 盛岡で夜間滞泊をする運用は、運行開始から現在まで設定されていない。

- 岩手県北自動車
  - 盛岡南営業所（岩手ナンバーまたは盛岡ナンバー）
    - 運行開始時は盛岡営業所担当。その後に同営業所南車庫→盛岡南営業所と変遷。

  - 弘前側の休憩場所は弘前バスターミナルで、夜間滞泊する運用がある。

### 過去の運行会社
- ジェイアールバス東北
  - 盛岡支店（岩手ナンバー）が担当していた。また、かつては十和田南営業所（秋田ナンバー）も担当していた。
  - 弘前側の休憩・滞泊場所はJRバス弘前駐車場（JR弘前駅構内・弘前総合事務所）であった。
  - 2014年2月28日をもって同社による運行を休止（JRバス東北盛岡駅きっぷうりばでの乗車券販売は継続）。

- 岩手県交通
  - 矢巾営業所（岩手ナンバーまたは盛岡ナンバー）
    - 2012年3月までは都南営業所（岩手ナンバー）が担当していた。

  - 弘前側の休憩場所は弘南バス弘前営業所であった。
    - 2013年11月30日までは弘前で夜間滞泊する運用があり、弘前バスターミナルで滞泊していた。

  - 2024年1月31日をもって同社による運行を休止。

## 停車停留所
2024年2月1日現在。
凡例： ○：乗車のみ取り扱い、●：降車のみ取り扱い、↓↑：通過、◇◆：休憩
| 所在地 | 所在地         | 停留所名           | ヨーデル号  | ヨーデル号  | ヨーデル号     |
| 所在地 | 所在地         | 停留所名           | 盛岡 ↓ 弘前 | 盛岡 ↑ 弘前 | 備考           |
| ------ | -------------- | ------------------ | ----------- | ----------- | -------------- |
| 岩手県 | 盛岡市         | 盛岡駅西口         | ○           | ●           | 23番のりば発着 |
| 秋田県 | 鹿角市         | （花輪SA）         | ◇           | ◆           | 休憩のみ       |
| 青森県 | 南津軽郡大鰐町 | 東北大鰐           | ●           | ○           |                |
| 青森県 | 弘前市         | 弘前駅前           | ●           | ○           | 1番のりば発着  |
| 青森県 | 弘前市         | 弘前バスターミナル | ●           | ○           | 2番のりば発着  |

## 運行回数
- 1日2往復（弘南1往復、岩手県北1往復）。

## 運賃
2022年12月16日現在。
| 区間                  | 片道運賃 | 学生割引 | 往復券 （14日間有効） | 備考 |
| --------------------- | -------- | -------- | --------------------- | ---- |
| 盛岡 - 東北大鰐・弘前 | 3,400円  | 2,800円  | 6,000円               |      |

## 歴史
- 1985年（昭和60年）3月14日 - 路線新設。1日9往復で運行開始。
  - 国鉄バス・弘南バス各3往復、岩手県北バス2往復、岩手県交通1往復。
  - 当時は碇ヶ関IC - 十和田IC間国道282号坂梨峠を経由、所要時間2時間45分（営業キロ150.0km）。
- 1986年（昭和61年）7月31日 - 東北自動車道碇ヶ関IC - 十和田IC間供用開始に伴い経路変更（営業キロ146.8km）。
  - 所要時間を2時間15分（のち2時間20分）に短縮。
  - 各社1往復増の1日13往復運行となる。
- 1987年（昭和62年）4月1日 - 国鉄分割民営化に伴い、国鉄バス担当便をJR東日本バス（東北自動車部）に移管。
- 1988年（昭和63年）4月1日 - JR東日本の自動車部門分社化のため、JR東日本バス担当便はJRバス東北に移管。
- 1989年（平成元年）5月 - 2往復増便、1日15往復となる。
- 2003年（平成15年）10月1日 - 盛岡駅乗り場を東口から西口バスターミナルへ変更。所要時間を5分短縮。
- 2010年（平成22年）12月1日 - 4往復減便、1日11往復となる。また、延長区間である特急｢弘前 - 五所川原線｣も廃止された。
- 2011年（平成23年）
  - 4月1日 - 同年3月11日に発生した東北地方太平洋沖地震の影響により運休していたが、この日より臨時ダイヤ（1日3往復）での運行を再開。
  - 4月16日 - 臨時ダイヤを1日5往復に増便。
  - 4月23日 - 臨時ダイヤを1日8往復に増便。
  - 6月13日 - この日より通常ダイヤでの運行に戻る（JRバス東北を除く3社で運行）。
  - 10月1日 - 3往復減便、1日8往復となる。JRバス東北も運行を再開。
- 2012年（平成24年）4月28日 - この日より4月30日までと、5月3日～5月5日までの期間限定で、弘前さくらまつりに向けた臨時便1往復の運行を開始[3]。運行は弘南バスを除く盛岡方3社が交代で担当。
- 2013年（平成25年）
  - 12月15日 - この日をもってJRみどりの窓口での乗車券発売を終了[4]。
  - 12月20日 - 運賃改定[4][5][6][7]。
- 2014年（平成26年）3月1日 - JRバス東北による運行を休止[8]。1往復減便、1日7往復となる[9]。
- 2016年（平成28年）6月16日 - 弘南バスが1往復減便、1日6往復となる[10]。
- 2019年（令和元年）6月21日 - 運賃改定。往復割引乗車券の有効期限を3ヶ月間から14日間に変更[11][12]。
- 2020年（令和2年）4月24日 - 新型コロナウイルスの影響により、この日より同年5月31日までの予定（のち延長）で1日3往復（各社1往復ずつ）に減便[13][14][15]。
- 2021年（令和3年）12月1日 - 岩手県交通担当便で地域連携ICカード『Iwate Green Pass』サービス開始[16]。
- 2022年（令和4年）
  - 2月11日 - この日より同年2月23日までの予定で、岩手県北自動車担当便（1往復）が運休[17]。
  - 2月14日 - この日より同年2月23日までの予定で、岩手県交通担当便（1往復）が運休[18]。
  - 2月27日 - この日より同年3月10日までの予定で、岩手県北自動車担当便と岩手県交通担当便（各1往復、計2往復）が運休[17][19]。
  - 4月1日 - 岩手県北自動車担当便で地域連携ICカード『iGUCA』サービス開始[20]。
  - 12月16日 - 運賃改定[21][22][23]。
- 2023年（令和5年）3月31日 - 『iGUCA』（岩手県北バス）の交通ポイント付与について、iGUCAの交通ポイントの付与や利用することを終了[24]。
- 2024年（令和6年）
  - 2月1日 - ダイヤ改正を行い、1日2往復に減便される。これに伴い岩手県交通が撤退[2]。

## 乗車券
- 乗車当日に弘南バス弘前駅案内所窓口や弘前バスターミナル乗車券発売窓口・JRバス東北盛岡駅きっぷうりば・盛岡駅西口マリオス内の各自動券売機で発売する。有効期間は2日間。また、下車時に現金精算も可能。
- 往復乗車券は14日間有効。弘前バスターミナル乗車券発売窓口、JRバス東北盛岡駅きっぷうりば自動券売機で発売する。
- 旅行会社は船車券扱いで発売し、発売日から1ヶ月間有効。
  - 以前はJRみどりの窓口でも乗車券を発売していた（乗車日1ヶ月前から）が、2013年12月15日をもって取り扱いを終了した。
  - また、特急｢弘前 - 五所川原線｣廃止後も、しばらくは五所川原ターミナルの券売機で「ヨーデル号」乗車券を引き続き発売していたが、こちらも終了した。
- 東北大鰐より乗車する場合は現金のみ取り扱い。
- 学割乗車券は乗車当日に弘前バスターミナル窓口で発売。

## ICカード
- 全便で交通系ICカード全国相互利用サービスによるICカードが利用可能。
- 地域連携ICカードである『Iwate Green Pass』（岩手県交通）の交通ポイント付与は『Iwate Green Pass』で岩手県交通担当便を利用した場合に限り、『iGUCA』（岩手県北バス）の交通ポイント付与に関しては『iGUCA』で岩手県北バス担当便を利用した場合に限り付与されていた。弘南バスは2023年2月25日から、地域連携ICカード『MegoICa』を導入しているが、ポイントの付与については不明である。
  - 2023年3月31日をもって、岩手県北バスのiGUCAの交通ポイントの付与や利用は終了した[24]。

## 廃止路線
特急｢弘前 - 五所川原｣線 
- 2010年11月30日まで運行
- 五所川原駅前 - 鶴田神社前 - 板柳十文字 - 藤崎表町 - 弘前バスターミナル
  - 「ヨーデル号」（弘南バス担当便）のうち1往復が接続運転していた。
  - 五所川原発は途中乗車のみ、弘前発は途中降車のみの扱いだった。
- 五所川原駅ではヨーデル号の往復利用者向けに五所川原 - 弘前間往復乗車券を発売していた。特急弘前 - 五所川原線または一般路線バスとヨーデル号との乗り継ぎで使用できる。
- 五所川原発着便は同一車両で運行するが、特急弘前 - 五所川原線とヨーデル号に系統が分割されているため、弘前バスターミナルで一旦精算扱いとなる。
  - 盛岡行は到着時に一旦精算し、改めて乗車券を発券した。
  - 五所川原行は乗車券を回収し、弘前発の乗車券を発券した。
- 片道運賃が500円を超える｢鶴田神社・板柳十文字 - 弘前バスターミナル｣間のみの利用時は通常の往復割引乗車券が使用できた。なお、弘前より乗り越しの乗車券を持っていない場合は乗務員より購入した。

## 使用車両画像一覧

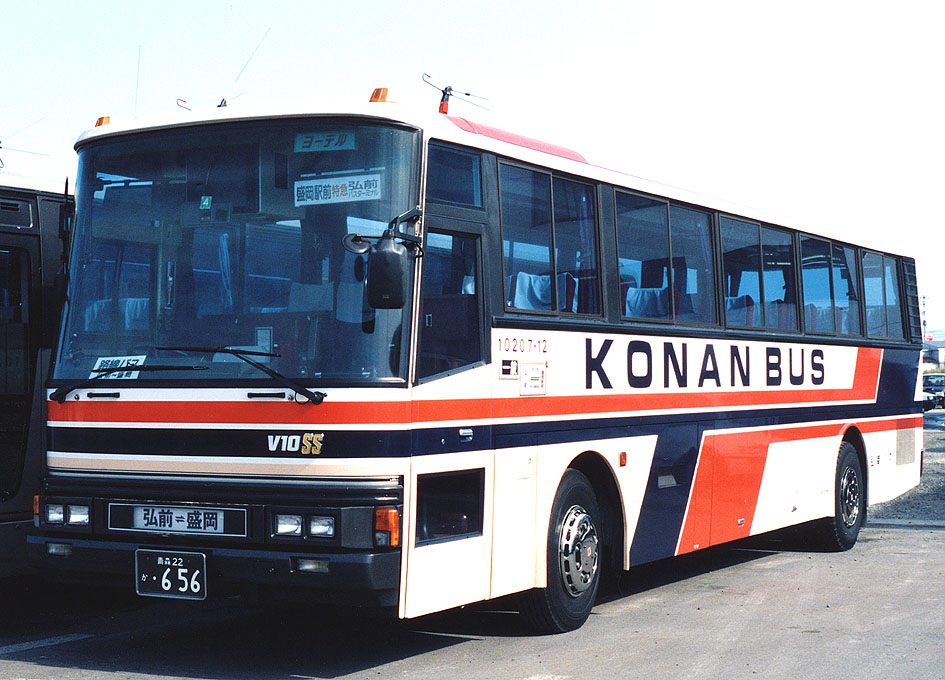
ヨーデル号（弘南バス）
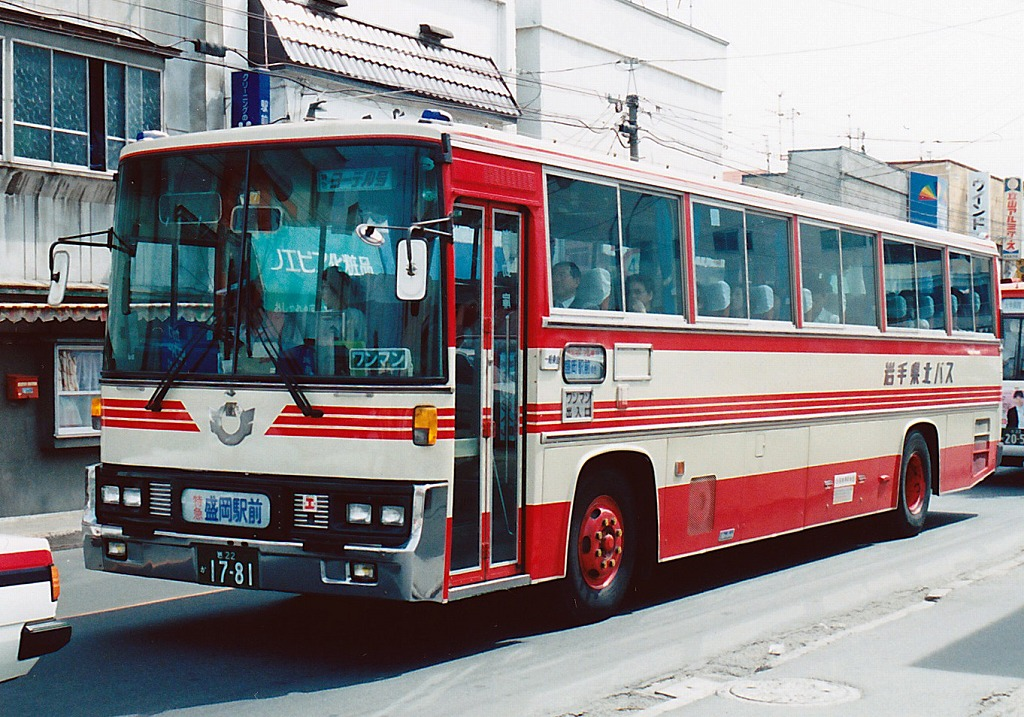
ヨーデル号（岩手県北自動車）
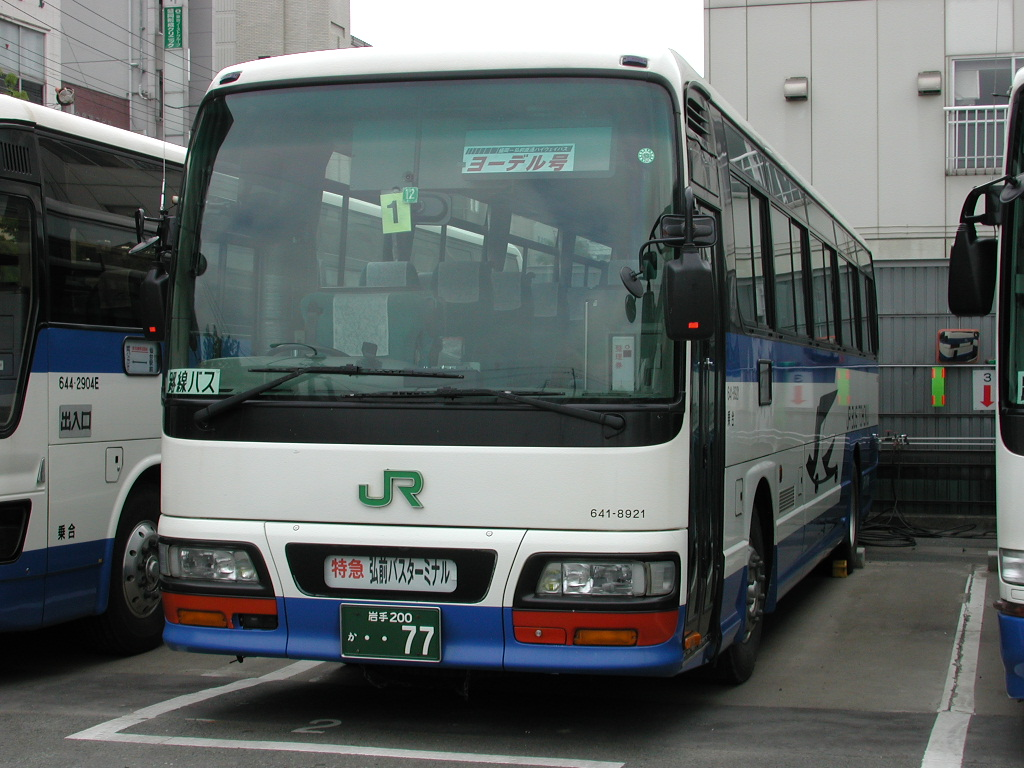
ヨーデル号（JRバス東北）
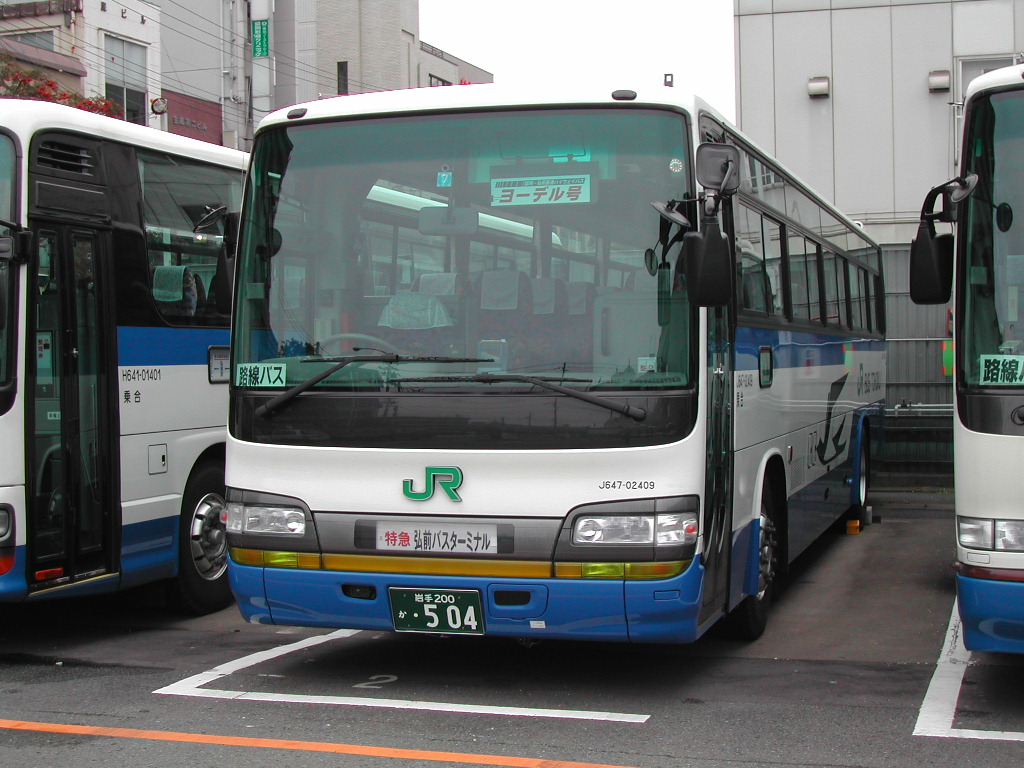
ヨーデル号（JRバス東北）

## 利用状況
| 年度               | 運行日数 | 運行便数 | 年間輸送人員 | 1日平均人員 | 1便平均人員 |
| ------------------ | -------- | -------- | ------------ | ----------- | ----------- |
| 2002（平成14）年度 | 365      | 11,711   | 252,699      | 692.3       | 21.6        |
| 2003（平成15）年度 | 366      | 11,326   | 186,698      | 510.1       | 16.5        |
| 2004（平成16）年度 | 365      | 11,255   | 184,825      | 506.4       | 16.4        |
| 2005（平成17）年度 | 365      | 11,221   | 176,246      | 482.9       | 15.7        |
| 2006（平成18）年度 | 365      | 11,206   | 171,282      | 469.3       | 15.3        |
| 2007（平成19）年度 | 366      | 11,186   | 164,718      | 450.0       | 14.7        |